# Njogu Demba-Nyrén
Njogu Demba-Nyrén (* 26. Juni 1979 in Bakau, Gambia) ist ein ehemaliger schwedischer Fußballspieler mit gambischer Abstammung. Er spielte stets in der Position eines Stürmers.
Sein erster Jugend-Verein war der schwedische Verein Falu BS. Als Profifußballer spielte er 2000/01 bei dem schwedischen Verein BK Häcken. Anschließend spielte er je eine Saison bei den griechischen Vereinen PAS Giannina und Aris Thessaloniki. Die nächste Saison 2003/04 spielte er für den bulgarischen Verein Lewski Sofia. Innerhalb der Saison wechselte er wieder zu einem griechischen Verein, Panathinaikos Athen, und anschließend zu AO Kerkyra.
Von 2005 bis 2007 spielte er bei dem dänischen Erstligaverein Esbjerg fB. Anfang 2008 wechselte er zu Brann Bergen nach Norwegen. Nach einer Spielzeit verließ er den Klub wieder und schloss sich Anfang 2009 Odense BK an. In der Saison 2009/10 erreichte er die Vizemeisterschaft. Anfang 2011 wechselte er zu Notts County nach England in die League One. Im Sommer 2011 kehrte er zu Esbjerg fB zurück. Am Ende der Spielzeit 2011/12 stieg er mit seiner Mannschaft in die Superliga auf.
Anfang 2013 wechselte Demba-Nyrén zu IK Brage nach Schweden. Seit 2014 spielt er in unteren schwedischen Ligen.
Er hatte sich entschieden für die gambische Fußballnationalmannschaft zu spielen.